# Île Booth
L'île Booth (quelquefois aussi appelée île Wandel) est une île escarpée située au large de la côte occidentale de la péninsule Antarctique, dans le nord-est de l'archipel Wilhelm, dont c'est, avec l'île Hovgaard, une des deux plus grandes îles. En forme de Y, l'île Booth mesure 8 km de long et s'élève à 980 m.

## Géographie

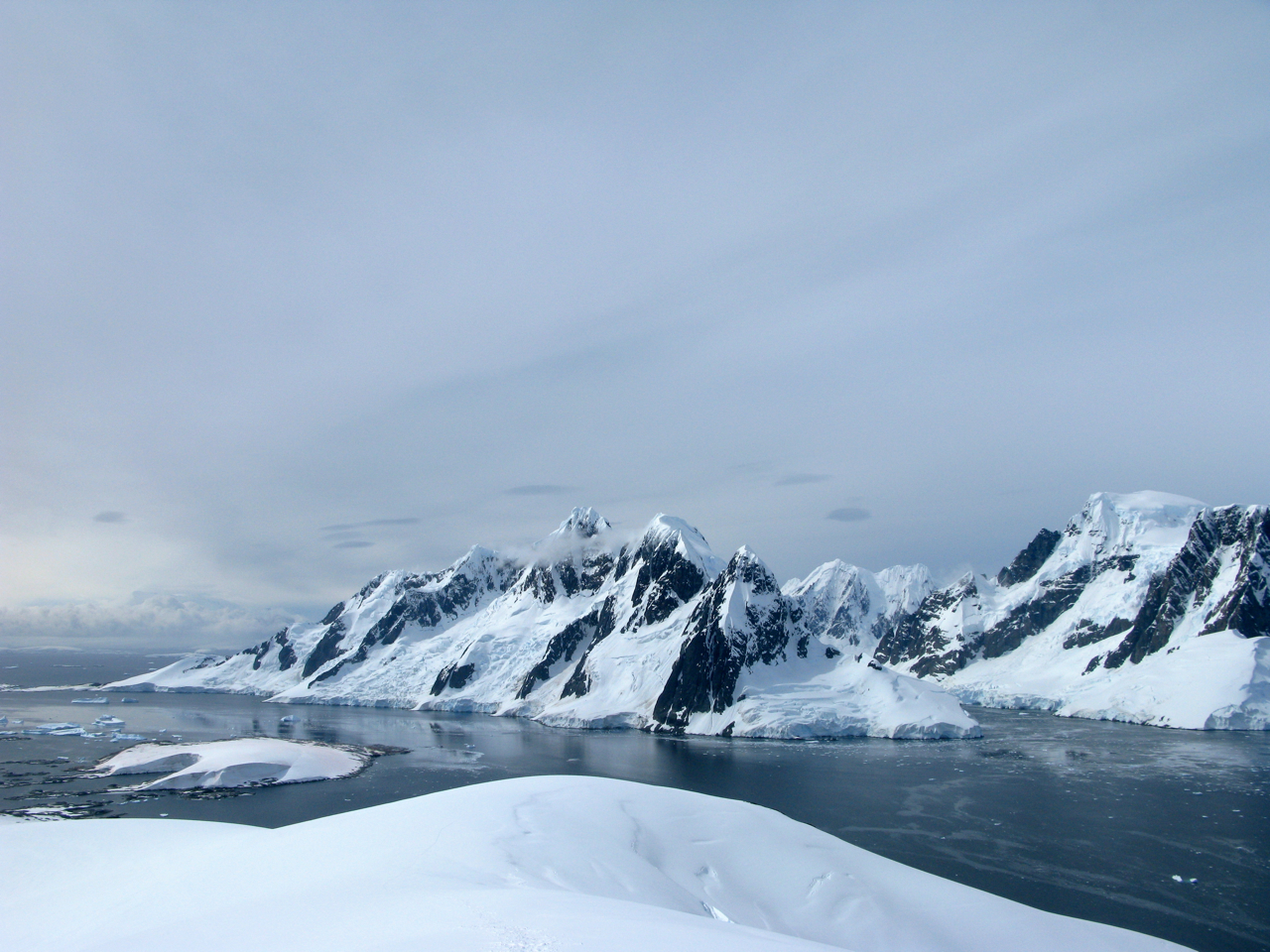
Vue d'ensemble de l'île Booth.

Le point le plus haut de l'île, le pic Wandel s'élève à 980 mètres d'altitude et reste (en 2003) toujours invaincu malgré plusieurs tentatives d'alpinistes.

## Histoire
Découverte et nommée lors de l'expédition allemande menée par Eduard Dallmann en 1873-1874, probablement en l'honneur d'Oskar Booth ou de Stanley Booth, ou des deux, membres de la Société géographique de Hambourg. L'Advisory Committee on Antarctic Names a rejeté le nom d'"île Wandel", donné plus tard lors de l'Expédition Antarctique belge, 1897-1899, en faveur du nom original. L'étroit passage entre l'île et le continent Antarctique est le spectaculaire chenal Lemaire.
C'est dans une baie qui deviendra Port-Charcot au nord de l'île Booth qu'a lieu l'hivernage de la première expédition Charcot pendant l'hiver 1904.